# Loge Frédéric Royal
Frédéric Royal is de oudste nog operationele vrijmetselaarsloge van Rotterdam die opgericht werd op 20 december 1759. De Loge is een vereniging van leden van de Orde van Vrijmetselaren onder het Grootoosten der Nederlanden, die - op grond van een haar door die Orde verleende constitutiebrief - zelfstandig werkt in de stad Rotterdam, alwaar zij bijeenkomt op de eerste 3 dinsdagen van de maand in het logegebouw Oostmaaslaan 950.
Bij de oprichting heeft de loge de onderscheidingskleuren groen en wit meegekregen. Groen en wit zijn de kleuren van de stad Rotterdam. Sinds 1931 heeft Frédéric Royal het logenummer 8.

## Naamgeving en ontstaansgeschiedenis

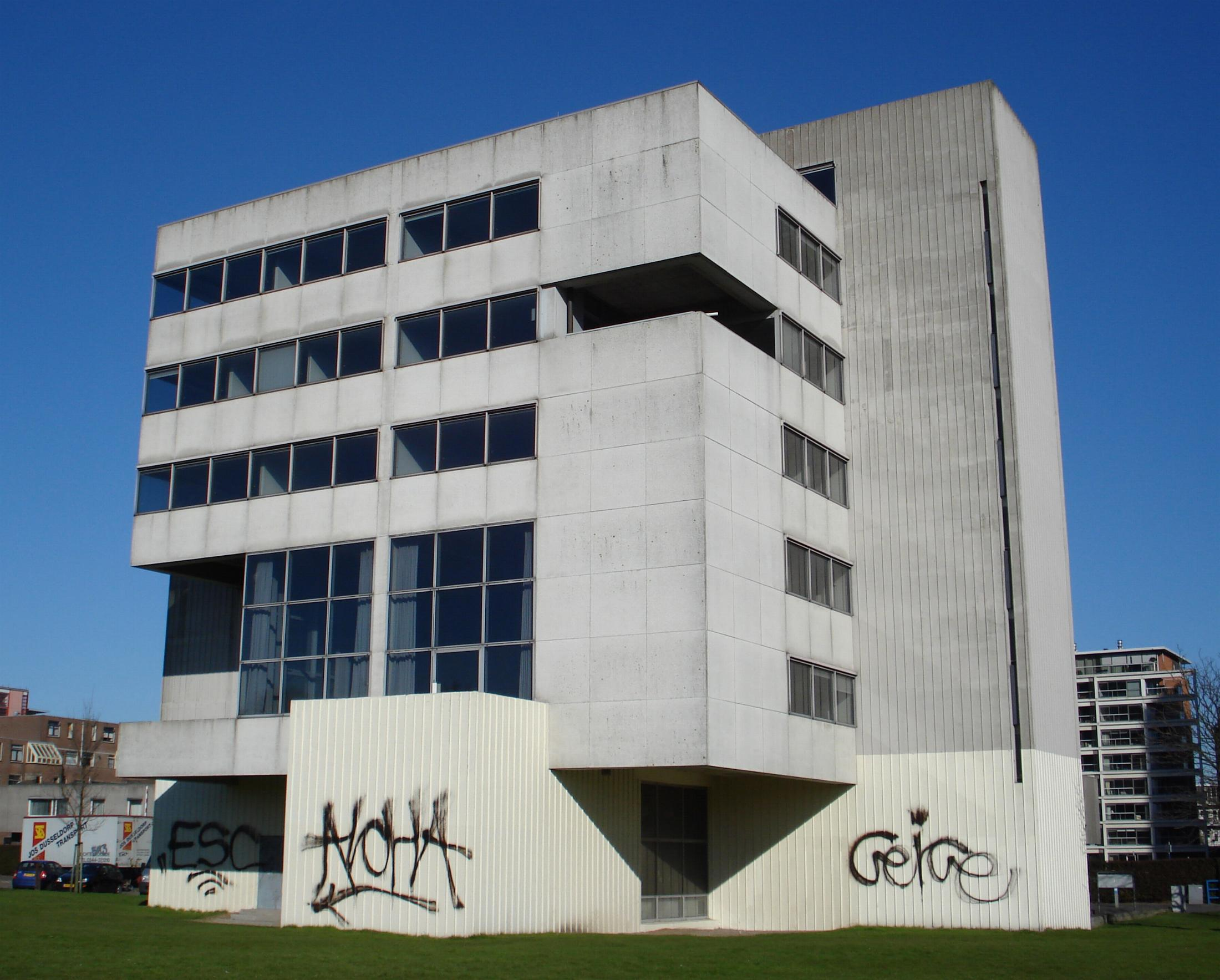
Oostmaaslaan 950

De naam van de Loge kan verklaard worden doordat de stichtingsdatum ten tijde van de zevenjarige oorlog valt. Toentertijd zag zowel het protestantse als het meer voor de Verlichting openstaande deel van de bevolking van Europa in de Pruisische koning en vrijmetselaar Frederik II de beschermer van haar geloof en levensbeschouwing. De leden van Frédéric Royal moeten die visie hebben gedeeld toen zij hun Loge naar Frederik II hebben vernoemd..
Er zijn aanwijzingen dat Frédéric Royal een voortzetting was van de loge d'Orange, een loge die in 1748 was opgericht. Al veel eerder bestond de vrijmetselarij in Rotterdam. Dit blijkt uit een brief uit januari 1736 van de burgemeesteren van Rotterdam aan de Hoogmogende Heeren te Den Haag. In deze brief verklaren zij dat na vijf vrije Metzelare gehoord te hebben zij concluderen dat al meer dan veertien jaren Vrije Metzelaren te Rotterdam samenkomen.
De vroege opkomst der vrijmetselarij heeft als oorzaak een beïnvloeding door Engelsen die daar woonden. Rotterdam had eind zeventiende en begin achttiende eeuw de bijnaam Little London. Veel Engelsen en Schotten woonden rond de Scheepmakerskade. Daar kwam eind zeventiende eeuw een genootschap samen in het huis van de Quaker Furley onder de naam Lanterne. In ditzelfde huis logeerden prinses Mary Stuart, de echtgenote van Willem III van Oranje en John Locke voor ze in 1688, Glorious Revolution, doorreisden naar Engeland.
In Rotterdam is de continentale vrijmetselarij begonnen en kwamen de eerste loges, waaronder Frédéric Royal met hulp en ondersteuning van de Engelsen tot stand.

## Voorzittend Meesters
In onderstaande lijst een overzicht van de Voorzittend Meesters van Loge Frédéric Royal gedurende de eerste 225 jaar van haar bestaan.
| Van  | Tot  | Voorzittend Meester                                                                      |
| ---- | ---- | ---------------------------------------------------------------------------------------- |
| 1759 | 1761 | J. Th. Brayer                                                                            |
| 1761 | 1786 | A. Leers (heer van Ameyde), C. Blondel, J. de Klairwal, J.F. Montagne, J. van der Velden |
| 1786 | 1797 | C.B. Osy (heer van Zegwaard)                                                             |
| 1797 | 1807 | L.F. Peissmann                                                                           |
| 1807 | 1813 | Mattheus Willem Reepmaker                                                                |
| 1813 | 1816 | P. Havelaar (sr.)                                                                        |
| 1816 | 1818 | Mattheus Willem Reepmaker                                                                |
| 1818 | 1826 | P. Havelaar (sr.)                                                                        |
| 1826 | 1848 | P. Wentholt                                                                              |
| 1848 | 1849 | P.H. Tromp                                                                               |
| 1849 | 1858 | J.B.L. Wentholt                                                                          |
| 1858 | 1876 | R. Baelde                                                                                |
| 1876 | 1880 | J. van Stolk                                                                             |
| 1880 | 1885 | jhr. J.G.F. van Spengler                                                                 |
| 1885 | 1886 | P. Havelaar (jr.)                                                                        |
| 1886 | 1888 | G. Sauerbier                                                                             |
| 1888 | 1908 | J. Isebree Moens                                                                         |
| 1908 | 1911 | H.J. van der Leeuw                                                                       |
| 1911 | 1914 | Jan David Wetsels                                                                        |
| 1914 | 1921 | G. Vlug                                                                                  |
| 1921 | 1923 | prof. J.G. de Jongh                                                                      |
| 1923 | 1932 | Marie Johan Nicolaas Wakkie                                                              |
| 1932 | 1938 | drs. Wilhem Georg Schrijver                                                              |
| 1938 | 1949 | Marie Johan Nicolaas Wakkie                                                              |
| 1949 | 1955 | G. van Stolk (jr.)                                                                       |
| 1955 | 1958 | J. van Mill                                                                              |
| 1958 | 1961 | mr. P. Donker                                                                            |
| 1961 | 1964 | Louis Deen                                                                               |
| 1964 | 1968 | J.P. Oud                                                                                 |
| 1968 | 1970 | A.A.S. Verwey                                                                            |
| 1970 | 1973 | J.A. van Rijn                                                                            |
| 1973 | 1976 | drs. T.S. Zwanenburg                                                                     |

## Leden
De ledenlijsten tot 1986 liggen voor zover bewaard gebleven, opgeslagen in het Stadsarchief Rotterdam. Deze ledenlijsten en het archief van deze loge zijn vrij toegankelijk.
Eén lid verdient aparte vermelding, namelijk de Rotterdamse burgemeester Pieter Oud, die ten tijde van de Tweede Wereldoorlog door de nazi's in het stadhuis als vrijmetselaar bespot werd. Zij fotografeerden hem met maçonnieke symbolen.